# Pęczki
Pęczki (deutsch Pentzken, 1938 bis 1945 Kleinmuckenhausen) war ein kleiner Ort in der polnischen Woiwodschaft Ermland-Masuren im Gebiet der heutigen Landgemeinde Janowo im Powiat Nidzicki (Kreis Neidenburg).
Die Ortsstelle von Pęczki befindet sich in der südwestlichen Mitte der Woiwodschaft Ermland-Masuren. Weniger als 1 Kilometer weiter südlich verlief vor 1945 die Staatsgrenze zu Polen, die hier von dem Flusslauf des Orschütz (polnisch Orzyc) gebildet wurde. Die Kreisstadt Nidzica (deutsch Neidenburg) liegt 14 Kilometer in westlicher Richtung.
Das einstige Pensken (nach 1871 Penzken, nach 1895 Pentzken) wurde 1544 gegründet. Als Gutsbezirk wurde das kleine Dorf 1874 in den Amtsbezirk Roggen (polnisch Róg) im ostpreußischen Kreis Neidenburg eingegliedert. Im Jahre 1910 zählte Pentzken 27 Einwohner.
Am 30. September 1928 schlossen sich die Gutsbezirke Camerau, Lomno und Pentzken zur neuen Landgemeinde Camerau (1938 bis 1945 Großmuckenhausen, polnisch Komorowo) zusammen. Pentzken wurde am 3. Juni – amtlich bestätigt am 16. Juli – 1938 aus politisch-ideologischen Gründen der Abwehr fremdländisch klingender Ortsnamen in „Kleinmuckenhausen“ umbenannt.
Mit dem gesamten südlichen Ostpreußen wurde der Ort 1945 in Kriegsfolge an Polen abgetreten und erhielt die polnische Namensform „Pęczki“. In den ersten Nachkriegsjahren nicht mehr erwähnt ist der Ort heute verwaist und dürfte in der Ortschaft Komorowo der Landgemeinde Janowo im Powiat Nidzicki (Kreis Neidenburg) aufgegangen sein.
Bis 1945 war Pentzken/Kleinmuckenhausen in die evangelische Kirche Muschaken (polnisch Muszaki) in der Kirchenprovinz Ostpreußen der Kirche der Altpreußischen Union sowie in die römisch-katholische Kirche Neidenburg im Bistum Ermland eingepfarrt.
Die Ortsstelle Pęczkis liegt an einer Nebenstraße, die von der Woiwodschaftsstraße 604 bei Muszaki abzweigt und bis nach Janowo führt.